# Szung Jü
Szung Jü (Song Yu) (kínai: 宋玉; pinjin: Sung Yu; magyar népszerű: Szung Jü; kb. i. e. 298 - kb. i. e. 222) kínai költő. Az ókori Csu (Chu) fejedelemség  (kb. i. e. 1030–223) legutolsó korszakának kimagasló művésze, Csü Jüan (Qu Yuan) tanítványa, akit a hagyományos kínai irodalomtörtének a fu-költészet 賦/赋 megalkotójaként tart számon.

## Élete
Szung Jü (Song Yu) életével kapcsolatban kevés megbízható részlet maradt fent. Szegény családból származott, és kisebb hivatalt viselhetett az uralkodói udvarban. Csü Jüan (Qu Yuan) tanítványának először A történetíró feljegyzéseiben, Csü Jüan (Qu Yuan) életrajzában nevezi Sze-ma Csien (Sima Qian):„Miután Csü Jüan (Qu Yuan) meghalt, maradtak Csu (Chu)ban tanítványai Szung Jü (Song Yu), Tang Lö (Tang Le) 唐勒 és Csing Csa (Jing Cha) 景差, akik valamennyien kedvelték az irodalmat és verseikkel nevet szereztek maguknak; mindnyájan pedig Csü Jüan (Qu Yuan)nak, mesterüknek hajlékony verselési módját követték, nem merészelve nyíltan felhánytorgatni dolgokat.” Csü Jüan (Qu Yuan) halála után (i. e. 278) a ce-fu (cifu) 辭賦/辞赋, vagyis az elégiaköltészet legnagyobb mestereként ünnepelték. A későbbi korokban kettejüket gyakorta együtt emlegették Csü-Szung (Qu-Song) 屈宋 néven.

## Művei
A Han-dinasztia történeti művének, a Han su (Han shu)nak a Ji-ven-cse (Yiwenzhi) fejezete összesen 16 művet tulajdonít neki, de ezek címeit nem tünteti fel. Vang Ji (Wang Yi), a Csu (Chu) elégiái című gyűjtemény összeállítója a Kilenc érvelés (Csiu pien (Jiu bian) 九辯/九辩) és A lélek idézése (Csao hun (Zhao hun) 招䰟) című műveket tulajdonítja neki. E két mű szerepel a Csu (Chu) elégiáiban is. Ezeken kívül további neki tulajdonított költemények:
- A szél (Feng fu 風賦/风赋)[m 3]
- Válasz Csu (Chu) királyának kérdésére (Tuj Csu vang ven (Dui Chu wang wen) 對楚王問/对楚王问)[m 4]
- Hogyan szereti Teng Tu-ce (Deng Tuzi) a nőket (Teng Tu-ce hao-szö fu (Deng Tuzi haose fu) 登徒子好色賦/登徒子好色赋)[m 5]
- A tündér (Sen-nü fu (Shennü fu) 神女賦/神女赋)[m 6]
- Kaotang (Gaotang) (Kaotang fu (Gaotang fu) 高唐賦/高唐赋)[m 7]

### Magyarul
- ↑ KKK 1967:  Klasszikus kínai költők I-II. Ford. András László et al. Vál., szerk. és életrajzi jegyzetekkel ellátta Csongor Barnabás (IV-VI. rész) és Tőkei Ferenc (I-III. rész). Az előszót és a jegyzeteket írta Csongor Barnabás. Budapest, Európa Könyvkiadó, 1967.
- ↑ Tőkei 1959:  Tőkei Ferenc: A kínai elégia születése. K'iü Jüan és kora. Budapest, Akadémiai Kiadó, 1959.
- ↑ Tőkei–Miklós 1960:  Tőkei Ferenc – Miklós Pál: A kínai irodalom rövid története. Budapest, Gondolat Kiadó, 1960.

### Idegen nyelven
- ↑ Ma-Huang 1992:  Ma Csi-kao (Ma Jigao) 马积高 - Huang Csün (Huang Jun) 黄钧: Csung-kuo ku-taj ven-hszüe-si (Zhongguo gudai wenxueshi) 中国古代文学史 [A klasszikus kínai irodalom története] I-III. Hunan Ven-ji Csu-pan-sö (Hunan Wenyi Chubanshe) 湖南文艺出版社, 1992. ISBN 7-5404-0917-7

## Fordítás
- Ez a szócikk részben vagy egészben  a   Song Yu című angol Wikipédia-szócikk ezen változatának fordításán alapul.  Az eredeti cikk szerkesztőit annak laptörténete sorolja fel. Ez a jelzés csupán a megfogalmazás eredetét és a szerzői jogokat jelzi, nem szolgál a cikkben szereplő információk forrásmegjelöléseként.
- Ez a szócikk részben vagy egészben  a(z)   宋玉 című kínai Wikipédia-szócikk ezen változatának fordításán alapul.  Az eredeti cikk szerkesztőit annak laptörténete sorolja fel. Ez a jelzés csupán a megfogalmazás eredetét és a szerzői jogokat jelzi, nem szolgál a cikkben szereplő információk forrásmegjelöléseként.